# Puy-du-Lac
Puy-du-Lac é uma comuna francesa na região administrativa da Nova Aquitânia, no departamento de Charente-Maritime. Estende-se por uma área de 14,62 km². Em 2010 a comuna tinha 505 habitantes (densidade: 34,5 hab./km²).